# Kaliště (přírodní památka)
Kaliště je přírodní památka, která se nachází na Lišovském prahu, 3,5 kilometru severozápadně od městečka Ledenice v okrese České Budějovice. Správa AOPK České Budějovice.

## Důvod ochrany
Důvodem ochrany jsou ekosystémy podmáčené polokulturní louky v sousedství Kališťského rybníka, s výskytem ohrožených druhů rostlin. K nejvýznamnějším druhům patří olešník kmínolistý (Selinum carvifolia), čertkus luční (Succisa pratensis), kozlík dvoudomý (Valeriana dioica), bezkolenec modrý (Molinia caerulea), jestřábník okoličnatý (Hieracium umbellatum), řebříček bertrám (Achillea ptarmica), ostřice stinná (Carex umbrosa), prstnatec májový (Dactylorhiza majalis) a velmi vzácný hořec hořepník (Gentiana pneumonanthe).